# Thecla betulina
Thecla betulina är en fjärilsart som beskrevs av Otto Staudinger 1887. Thecla betulina ingår i släktet Thecla och familjen juvelvingar. Inga underarter finns listade i Catalogue of Life.